# Шаблиш
Шаблиш — село в Каслинском районе Челябинской области России. Входит в состав Багарякского сельского поселения. 

## География
Находится на берегу одноимённого озера, примерно в 68 км к северо-востоку от районного центра, города Касли, на высоте 181 метра над уровнем моря.

## История села
Название село получило по озеру Шаблиш. Слово Шаблиш происходит с башкирского языка. Вся местность вокруг озера находилась во владении башкир пока русские поселенцы из разных губерний не оттеснили последних к юго-востоку и положили начало поселению в 1732 году.
В начале XX века главное занятие сельчан было земледелие, а вследствие малоземелья состоятельные крестьяне арендовали земли у башкир в соседнем Шадринском уезде. Зимой значительная часть населения уходила на рыбные промыслы на озера, преимущественно Каслинские, а летом занимались и огородничеством.
В 1962 года в состав села были включены деревни Бажина и Устьянцева.

## Храм во имя Архистратига Божия Михаила
В 1732 году была открыта деревянная церковь, которая из-за ветхости была разобрана. В 1819 году был построен каменный храм иждивением и тщанием прихожан. Главный храм был освящён в 1840 году во имя Архистратига Божия Михаила, а северный придел был освящён во имя Святой мученицы Параскевы в 1832 году, южный придел был освящен в честь святых Симеона Богоприимца и Анны Пророчицы в 1851 году. В 1897 году в алтаре южного придела был перестроен двойной пол, престол был заменен новым. В 1897 году были отремонтированы иконостасы в обоих придельных храмах. Церкви принадлежат два каменных корпуса на углах северной и южной сторон церковной ограды. В пользу храма поступали доходы в размере 100 – 150 рублей с торговой площади и 17 деревянных лавок, предоставленных в собственность церкви взамен каменного корпуса на южной стороне церковной ограды, уступленного обществу для земской народной школы на все время существования последней. В другом корпусе помещалась кладовая для хранения церковного имущества. Причт состоял из священника, диакона и псаломщика.

## Школа
В начале XX века в селе существовала земская народная школа.

## Население
| 2002 | 2010 |
| ---- | ---- |
| 59   | ↘30  |

По данным Всероссийской переписи, в 2010 году численность населения села составляла 30 человек (14 мужчин и 16 женщин).

## Улицы
Уличная сеть села состоит из 3 улиц.

## Известные уроженцы
- Мозжерин, Степан Фёдорович (1911—1945) — участник Великой Отечественной войны, Герой Советского Союза.